# Hory
Hory är en ort i Tjeckien.   Den ligger i regionen Karlovy Vary, i den västra delen av landet, 120 km väster om huvudstaden Prag. Hory ligger 510 meter över havet och antalet invånare är 195.
Terrängen runt Hory är kuperad åt sydväst, men åt nordost är den platt. Terrängen runt Hory sluttar norrut. Runt Hory är det ganska tätbefolkat, med 67 invånare per kvadratkilometer. Närmaste större samhälle är Karlovy Vary, 6,1 km öster om Hory. I omgivningarna runt Hory växer i huvudsak barrskog.